# TKpb 3
TKpb 3 – parowóz bezogniowy wyprodukowany w ZNTK Wrocław. Zasobnik pary został zamocowany na podwoziu parowozu belgijskiego. Parowóz był eksploatowany przez zakłady Prefabet w Łodzi do 2003 roku. Parowóz niszczał na terenie zakładu. Po niedługim czasie parowóz został pocięty, natomiast resztki lokomotywy zostały w 2020 roku przetransportowane do Skansenu kolejowego w Pyskowicach.